# Faragho Gábor
Faragho Gábor (1927. december 31-ig Faragó, 1927-től vitéz, 1929-ig Faraghó) (Kecskemét, 1890. február 16. – Kecskemét, 1953. december 22.) magyar katonatiszt, vezérezredes, közellátási miniszter, nemzetgyűlési képviselő.

## Élete
Faragó István és Mészáros Mária fiaként született. A gimnázium első négy osztályának elvégzése után a nagyváradi honvéd hadapródiskola, majd 1907–1910 között a Ludovika Akadémia növendéke volt. 1910. augusztus 18-án avatták a 25. honvéd gyalogezred hadnagyává. Később átkerült a tüzérekhez. 
Az első világháborúban ütegparancsnok, 1920–1921-ben hadi akadémiai hallgató volt. 1923–35 között különböző csapat-, illetve vezérkari tiszti beosztásokban szolgált. 1927. június 26-án vitézzé avatták. 1935. február 1. és 1938. március 17. között a 4. tüzérosztag parancsnoka volt, majd 1938. április 1-jétől a Honvédelmi Minisztérium (HM) Elnöki B Katonai Attasé csoport parancsnoka lett. 1940. március 1-től a VKF 2. osztály (katonai hírszerzés) beosztásába került át. 
1940. május 1. és 1941. augusztus 1. között katonai attasé volt Moszkvában, 1941. szeptember 1-jétől pedig a HM elnökségének lett a vezetője. 1942. augusztus 1-től tábornoki (vezérőrnagyi) rendfokozatot viselt, majd 1943. február 1-jével altábornaggyá léptették elő; közben, 1942. szeptember 15-ig a csendőrség felügyelője is volt. 1944. július 1. és október 16. között ismét a csendőrség, valamint a rendőrség felügyelőjeként teljesített szolgálatot.
1944. szeptember elsején vezérezredessé léptették elő, 28-án fegyverszüneti küldöttség élén Moszkvába indult; visszamenőlegesen ettől az időponttól lett vezérezredes. Október 11-én Magyarország nevében aláírta az előzetes fegyverszüneti egyezményt; többek között emiatt a nyilas hatalomátvétel után megfosztották rendfokozatától. Később, mint a moszkvai munkabizottság tagja, részt vett a kormányalakításról is folyó tárgyalásokon. 1944. december 22. és 1945. július 21. között az Ideiglenes Nemzeti Kormány közellátásügyi minisztere volt, majd haláláig kitelepítettként élt Kecskemét környéki tanyáján.

## Műve
- (a Betiltott könyvek Magyarországon 1945–46-ban listáján szereplő) Szovjet Oroszország. Bp., Stádium, 1942